# Alessandro Varotari
Alessandro Varotari (kallad Padovanino), född 1590 i Padua, död 1650, var en italiensk målare av den senvenetianska skolan.